# Natação nos Jogos Olímpicos de Verão da Juventude de 2014 - 4x100 m estilos Rapazes
As provas de natação' da estafeta' 4x100 m estilos de rapazes nos Jogos Olímpicos de Verão da Juventude de 2014 decorreram a 20 de Agosto de 2014 no natatório do Centro Olímpico de Desportos de Nanquim em Nanquim, China. O Ouro foi conquistado pela Rússia, a Alemanha levou a Prata e a Austrália ficou com o Bronze.

## Medalhistas
| Ouro   | RUS Rússia    |
| Prata  | GER Alemanha  |
| Bronze | AUS Austrália |

## Resultados da final
| Pos.              | Linha | Nadadores País                                                                                 | Tempo total | Diferença   |
| ----------------- | ----- | ---------------------------------------------------------------------------------------------- | ----------- | ----------- |
| Medalha de ouro   | 4     | Evgeny Rylov Anton Chupkov Aleksandr Sadovnikov Filipp Shopim RUS Rússia                       | 3:38.02     |             |
| Medalha de prata  | 5     | Marek Ulrich Maximilian Pilger Alexander Kunert Damian Wierling GER Alemanha                   | 3:39.30     | +1.28       |
| Medalha de bronze | 6     | Nic Groenewald Grayson Bell Nicholas Brown Kyle Chalmers AUS Austrália                         | 3:40.68     | +2.66       |
| 4                 | 3     | Christopher Reid Jarred Chad Crous Joshua Willem Steyn Brent Miklos Szurdoki RSA África do Sul | 3:42.39     | +4.37       |
| 5                 | 2     | Geoffroy Mathieu Jean Dencausse Guillaume Laure Rahiti de Vos FRA França                       | 3:48.80     | +10.78      |
| 6                 | 1     | Guillermo Gutierrez Gonzalo Barbero Juan Pablo Sanchez Marc Vivas Egea ESP Espanha             | 3:50.46     | +12.44      |
| 7                 | 7     | Koki Tsunefuka Yuta Sato Yudai Amada Ippei Watanabe JPN Japão                                  | 3:50.46     | +14.58      |
| DNS               | 8     | USA Estados Unidos                                                                             | Não começou | Não começou |